# Godley (Illinois)
Godley – wieś w Stanach Zjednoczonych, w stanie Illinois, w hrabstwie Grundy.

## Demografia
Zgodnie ze spisem statystycznym z 2000, miasto liczyło 594 mieszkańców. W 2023 liczba mieszkańców wzrosła do 629 osób, a gęstość zaludnienia przekroczyła 224 osoby/km².